# María Boisset
María Boisset Aguilar (10 marzo 1937) è un'ex cestista cilena.

## Carriera
Con il Cile ha disputato due edizioni dei Giochi panamericani (Chicago 1959, San Paolo 1963) e quattro dei Campionati sudamericani (1958, 1960, 1962, 1965).